# Фаткулліно
Фатку́лліно (рос. Фаткуллино, башк. Фәтҡулла) — присілок у складі Іглінського району Башкортостану, Росія. Входить до складу Улу-Теляцької сільської ради.
Населення — 48 осіб (2010; 46 в 2002).
Національний склад:
- росіяни — 37 %